# Baita Shan
Baita Shan är öar i Kina. De ligger i provinsen Zhejiang, i den östra delen av landet, omkring 80 kilometer öster om provinshuvudstaden Hangzhou.
Genomsnittlig årsnederbörd är 1 778 millimeter. Den regnigaste månaden är juni, med i genomsnitt 285 mm nederbörd, och den torraste är januari, med 60 mm nederbörd.